# Épidémie de rougeole aux États-Unis en 1917-1918
Une épidémie de rougeole s'est produite aux États-Unis en 1917-1918, au sein de l'armée, dont l'histoire généralement a été éclipsée par la pandémie grippale de l'année 1918. Elle a fait plus de 3 000 morts dont beaucoup de bronchopneumonies.
Une vaste enquête menée à l’échelle de l’armée et impliquant des centaines de médecins et de scientifiques a montré que l’épidémie mortelle était due à une copathogénèse virale-bactérienne associée à des portages nasopharyngé de streptocoques virulents. C'est un des cas unique et bien documenté de pandémie avant l'arrivée des antibiotiques. En 1917, la bronchopneumonie était considérée comme un diagnostic pathologique post-mortem plutôt que comme une description clinique, et son association avec une maladie respiratoire virale épidémique n'était pas pleinement appréciée. L'importance du nombre de pneumonies a amené un observateur à déclarer que aucun patient n'était décédé de la rougeole. Des milliers de soldats ont été thoracotomisés pour des empyèmes consécutifs à la pneumonie et ont souffert de handicaps graves toute leur vie. La compréhension de la copathogénèse virale-bactérienne de l'épidémie de rougeole s'est avérée cruciale des mois plus tard lorsque la pandémie de grippe espagnole a provoqué des milliers de pneumonies bactériennes post-grippales similaires.

## Contexte

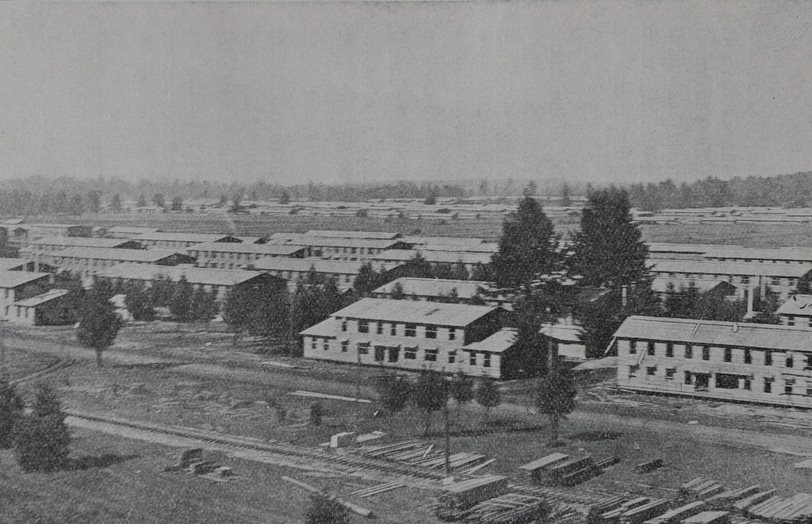
Barraquements, de Camp-Lewis, Tacoma. Exemple de camp d'entrainement des troupes américaines en 1917.

En 1917, l'administration du président Woodrow Wilson a décidé de s'appuyer sur la conscription militaire plutôt que sur l'enrôlement volontaire, pour mobiliser les effectifs militaires pour la Première Guerre mondiale. La population militaire a atteint 1 538 203 hommes en 1917, concentrée dans quarante camps militaires, organisé comme des villes. Au cours de l'hiver rigoureux de 1917-1918, de nombreux soldats étaient logés dans des baraquements en bois ou des tentes surpeuplés et mal chauffés. De nombreuses recrues avaient contracté la rougeole dans leur enfance et étaient donc immunisées contre cette maladie ; cependant, beaucoup d'autres, en particulier celles originaires des zones rurales du Sud, n'avaient pas été infectées et étaient immunologiquement sensibles. Tous les camps sont avec des variantes devenus le siège de l'épidémie.
Ces mêmes camp ont été touchés de plein fouet par la pandémie grippale de l'année 1918.
La pneumonie a toujours joué un rôle important pendant les guerres. Au cours de la Guerre de Sécession, il y a eu 61 202 cas cas d'« inflammation des poumons » sur 5 417 360 d'admissions de soldats blancs pour maladie, soit 1,13 pour cent des admissions. Les 61 202 cas se sont répartis sur quatre ans, alors que l'effectif moyen des troupes blanches de l'armée était de 468 275 ; ce qui donne un taux annuel moyen de 32,7 pour 1 000 hommes. De plus, il y a eu 14 738 décès par pneumonie sur un total de 128 930 décès par maladie, soit 11,42 pour cent des décès.

## L'épidémie
L'épidémie de rougeole alors maladie virale présumée, a provoqué plus de 95 000 cas dans l’armée, et plus de 3 000 décès. La rougeole a été compliquée par des bronchopneumonies agressives et par d’autres complications. Une épidémie parallèle de pneumonie streptococcique primaire chez des soldats non atteints de rougeole s'est aussi développée, et l'on considère que des pneumonies, se sont développées chez pas moins de 50 % des soldats en campement, dont la moitié ou plus étaient graves ou mortelles.
En 1917, la bronchopneumonie était considérée comme un diagnostic post-mortem plutôt que comme une description clinique, et son association avec une maladie respiratoire virale épidémique n'était pas pleinement appréciée.
L'empyème s'est développé dans jusqu'à 90 % de tous les cas de pneumonie. Malgré l’extrême gravité des pneumonies bactériennes primaires, les soldats atteints de rougeole étaient dix fois plus susceptibles de mourir d’une pneumonie bactérienne secondaire ou d’une pneumonie avec empyème que ceux qui n’avaient pas la rougeole. La plupart des pneumonies étaient provoquées par Streptococcus pyogenes ; Streptococcus pneumoniae de type I, II et III ou IV, prédominait dans quelques camps ; Staphylococcus haemolyticus (en) était également courant et provoquait des surinfections hautement mortelles de pneumonies pneumococciques post-rougeole. Les porteurs de streptocoques restaient généralement colonisés pendant des mois, et les épizooties se propageaient parmi les chevaux de camp, les souris et les cobayes des laboratoires hospitaliers.
Les complications graves (et mortelles) comprenaient bronchopneumonie bactérienne, empyème, péritonite et méningite ; les complications légères spontanément résolutives et médicalement gérables comprenaient : otite moyenne, sinusite, amygdalite et abcès péri-amygdalien, adénite cervicale, bronchite et érysipèle. Les recrues avaient été examinées pour une maladie cardiaque avant d’entrer en service actif et, par conséquent, les recrues présentant des souffles cardiaques, une insuffisance mitrale préexistante, ou des signes de rhumatisme articulaire aigu ou de maladie cardiaque avaient vraisemblablement été exclues de l’armée, ce qui expliquerait les incidences rares de myocardite aiguë et d’insuffisance mitrale.
Des installations radiographiques de pointe étaient disponibles et l'épidémie a été l'un des premiers tests de radiographie thoracique standardisée dans une épidémie respiratoire majeure. Les signes et symptômes pneumoniques n'étaient pas typiques et les médecins ont reconnu dans les signes laryngo-trachéaux et bronchiques, les prémices de pneumonies, qui demeureront souvent sous-détectées. William George MacCallum (en) (1874-1944) de Johns Hopkins, a inventé le terme de bronchopneumonie interstitielle pour décrire les résultats d'autopsie de la rougeole de 1917, et plus tard celle de 1918. Dans la plupart de ces autopsies, Staphylococcus haemolyticus était l'organisme prédominant, qui provoquait une rupture des parois bronchiques et bronchiolaires le long de l'arbre respiratoire, un exsudat intraluminal purulent, une lymphangite pulmonaire streptococcique avec propagation lymphatique, une pleurésie précoce, des épanchements pleuraux et des empyèmes qui se localisant, entraînaient une péricardite et une septicémie. Avec ou sans empyème, les décès par pneumonie post-rougeole étaient causés par une insuffisance cardiaque, une septicémie ou, dans les cas de progression rapide et précoce de la pneumonie, par une détresse respiratoire cyanogène diffuse (syndrome de détresse respiratoire aigu).
Reconnaissant le lien étiologique entre le portage du streptocoque naso-pharyngé et la rougeole et la pneumonie primaire, tous les camps militaires ont renforcé leurs pratiques de contrôle des infections. Cela comprenait isolement, mesures de polices pour les rassemblements, désinfection. Un portage élevé de streptocoques était parfois constaté parmi le personnel de soins, et tout le personnel portait des blouses et des masques de gaze qu'il renouvelait, se lavait les mains avec du savon, de l'eau ou des désinfectants entre chaque contact avec les patients, mesure prophylactiques communes aujourd'hui mais qui était une pratique peu courante avant 1917. Des vaccins anti-streptococciques ont été rapidement produits et administrés, mais sans bénéfice évident.

## Traitement

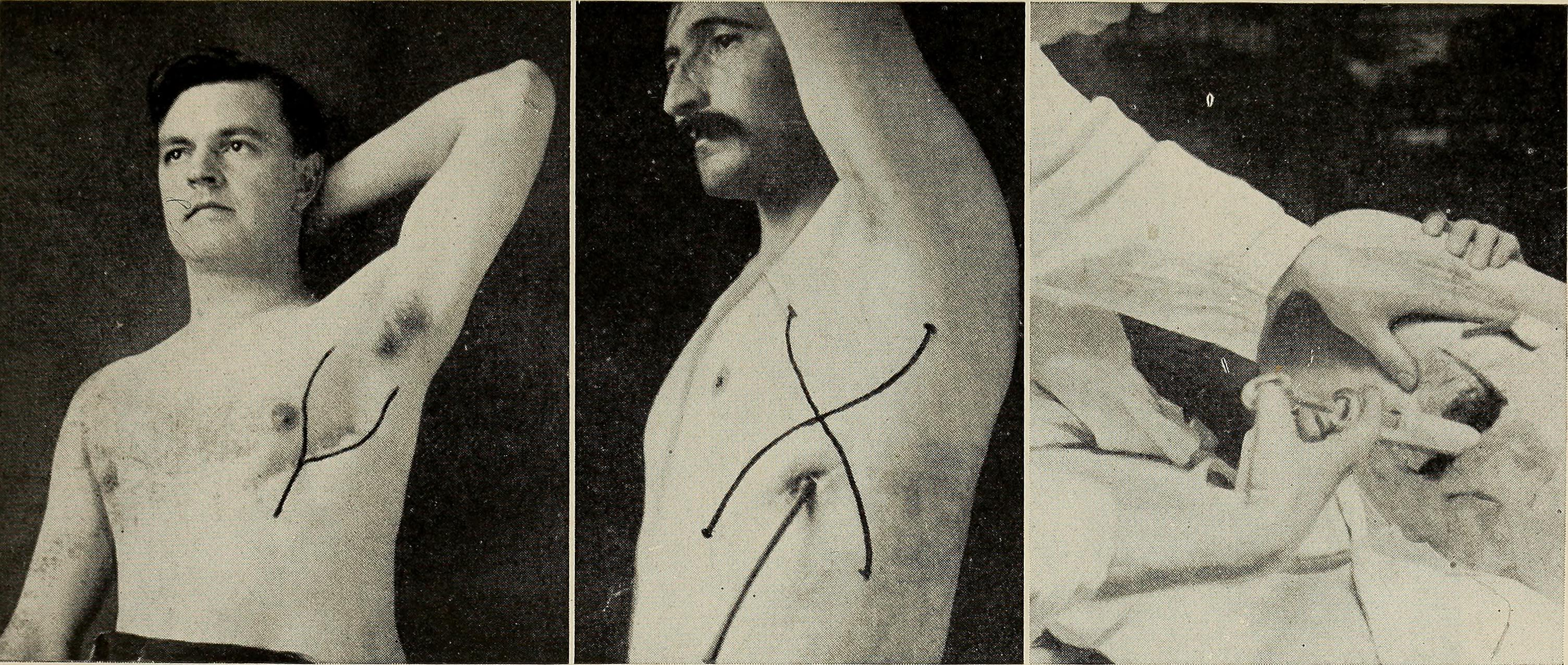
Thoracotomie d'un empyème en 1917. Transactions of the Western Surgical Association (1917)

Alors que les antibiotiques n'étaient pas encore disponibles, le traitement de la pneumonie visait à prévenir et à gérer rapidement les complications. Un traitement à base de digitaline et d'analeptiques cardiaques (caféine, camphre et épinéphrine) devait prévenir les insuffisances cardiaques. Le camphre était également utilisé pour le coryza, le camphre ou la codéine pour la toux, la morphine pour la toux ou la douleur, et le drainage ou l'opération des empyèmes. Des milliers de soldats ont été thoracotomisés à la suite de empyème bactérien post viral, en particulier ceux associés à Streptococcus haemolyticus, et ont souffert de Handicaps graves toute leur vie. Certaines thoracotomies ont provoqué des morts cardiaques subites.
Des sérums de chevaux hyperimmuns antistreptococciques ont été administrés par voie intraveineuse ou intrapleurale sans grand succès. La sérothérapie dans le cas de la pneumonie était trop neuve à cette époque.
Les variations dans la fréquence avec laquelle la pneumonie suit la rougeole dépendaient en partie de l'encombrement des hôpitaux. Car là où la pression sur les hôpitaux pour accueillir de nouveaux patients était forte, les patients en convalescence de la rougeole sortaient du système avant d'être complètement rétablis. Ainsi, un taux élevé de rougeole dans un camp a entraîné un taux de morbidité disproportionnellement élevé de pneumonie.
Un vaste effort de recherche interdisciplinaire avec des centaines de médecins et de scientifiques militaires et civils, représentant des disciplines telles que la médecine interne, la microbiologie, la radiologie, la pathologie, la chirurgie, la médecine préventive et la médecine de réadaptation, a permis d'établir une conceptualisation claire de la bronchopneumonie résultant d’interactions virales-bactériennes. Des approches de prévention et de traitement ont été élaborées et optimisées en temps réel.

## La pandémie grippale de 1918
La compréhension de la copathogénèse virale-bactérienne s'est avérée cruciale des mois plus tard lorsque la pandémie de grippe espagnole a provoqué dans les camps des milliers de pneumonies bactériennes post-grippales similaires.

## Conséquence
Le fait que les épidémies de rougeole de 1917 et de grippe de 1918 aient produit des épidémies secondaires de bronchopneumonie similaires a suggéré que des mécanismes pathogéniques communs.
À la fin des années 1920, la sérothérapie antipneumococcique spécifique de type I s’est avérée efficace dans les grands hôpitaux du Nord-Est des États-Unis, essais cliniques contrôlés collaboratifs en partie financé par la Metropolitan Life Insurance Company, qui avait perdu plus de 24 millions de dollars en prestations de décès excédentaires à la suite de l’épidémie de grippe de 1918-1919 et était devenue l’un des principaux contributeurs à la campagne contre les maladies respiratoires dans la première moitié du XXe siècle.
Des années 1930 jusqu'au début des années 1940, dans le sillage du New Deal, les défenseurs de la santé publique aux États-Unis ont fait de la pneumonie un problème de santé publique majeur. Un programme complet de lutte contre la pneumonie a été initié les pneumonia control programs, qui avant les antibiotiques, s'est donc appuyée sur la sérothérapie, ensuite sur les sulfamides dans les années 1940, les premiers antibactériens. La pneumonie a cessé d'être un problème majeur de santé publique. Revenue dans le giron du praticien privé, elle a de plus en plus été gérée par l’utilisation de chimiothérapies moins spécifiques. Les appels à continuer de considérer la pneumonie avec inquiétude, ont cependant contribué à l’extension de l’administration de sulfamides pour les infections des voies respiratoires supérieures; du sulfathiazole (en) et de la sulfapyridine (en) à titre prophylactique a été administré aux rhumes, grippes et rougeoles pour prévenir les risques de pneumonie, augurant pour l'avenir les problèmes de résistance aux antibiotiques,.